# 質の高い大学教育推進プログラム
質の高い大学教育推進プログラム（しつのたかいだいがくきょういくすいしんプログラム、以下、教育GP:Good Practice）は、平成15年度から実施されている「特色ある大学教育支援プログラム」（特色GP）と、平成16年度から実施されている「現代的教育ニーズ取組支援プログラム」（現代GP）を平成20年度から統合したものである。基本的に特色GPや現代GPとの趣旨に変わりはなく、採択されたプログラムに対し財政支援が行われる。
平成20年度予算額は、86億円である。